# Terry Riley
Terry Riley (ur. 24 czerwca 1935) – amerykański kompozytor, przedstawiciel minimalizmu.

## Życiorys
Riley urodził się w Colfax w Kalifornii, uczył się w Shasta College na Uniwersytecie Stanowym w San Francisco i w konserwatorium w San Francisco, następnie zdobył tytuł magistra sztuki w dziedzinie kompozycji na Uniwersytecie Kalifornijskim w Berkeley, na który uczęszczał wraz z Seymourem Shifrinem i Robertem Ericksonem. Był związany z eksperymentalną instytucją San Francisco Tape Music Center, w ramach której współpracował z Mortonem Subotnickiem, Steve’em Reichem, Pauline Oliveros i Ramonem Senderem. Największy wpływ na twórczość Rileyego miał jednak Pandit Pran Nath (1918–1996), wykładowca klasycznego śpiewu indyjskiego, który uczył również La Monte Younga i Marian Zazeelę. Riley w czasie ich znajomości wielokrotnie podróżował do Indii, gdzie uczył się i akompaniował mu na tabli, tanpurze i w śpiewie. W latach 60. XX wieku często podróżował po Europie, gdzie utrzymywał się z gry na pianinie w barach i zbierał muzyczne inspiracje. W 1971 roku został wykładowcą na Mills College, gdzie nauczał indyjskiej muzyki klasycznej. W 2007 roku Uniwersytet Chapmana w Orange w Kalifornii przyznał Rileyowi doktorat honoris causa.
Wykładając na Mills College Riley poznał Davida Harringtona, co zaowocowało długoletnią współpracą z założonym przez niego Kronos Quartet. Riley między innymi skomponował dla zespołu 13 kwartetów smyczkowych. W 1991 roku skomponował swój pierwszy utwór orkiestralny Jade Palace. Współpracował również z Michaelem McClure’em, wydał z nim kilka płyt i skomponował muzykę do nowej odsłony jego sztuki The Beard. Obecnie Riley naucza, śpiewa ragi i występuje jako pianista.

## Styl i technika
Riley początkowo inspirował się muzyką Stockhausena, ale po poznaniu La Monte Younga zmienił styl. Od 1965 do 1966 roku grał w jego Theater of Eternal Music. Pierwszym dziełem Rileyego w tym stylu był String Quartet (1960); wkrótce potem skomponował trio smyczkowe, w którym po raz pierwszy zastosował charakterystyczne dla minimalizmu powtarzające się krótkie frazy.
Muzyka Rileyego jest aleatoryczna i minimalistyczna (utwór In C uważa się za początek minimalizmu) i repetytywna, często oparta na powolnym zwiększaniu różnicy w tempie gry dwóch instrumentów, co stopniowo dysharmonizuje utwór. Ze względu na trudność wykonania tak wolnego przesunięcia tempa, często podczas występów na żywo do wykonywanej przez jednego bądź obu muzyków frazy włącza się co pewien czas dodatkową nutę. Chyba najbardziej znanym utworem Rileyego jest In C (1964). Zagrał go po raz pierwszy m.in. ze Steve’em Reichem, Jonem Gibsonem, Pauline Oliveros i Mortonem Subotnickiem.
Komponuje utwory w skali naturalnej i mikrotonowej.

## Kompozycje
- In C (1964)
- A Rainbow in Curved Air (1967)
- Poppy Nogood and the Phantom Band (1968)
- Church of Anthrax (1970) z Johnem Cale’em
- Persian Surgery Dervishes (1972)
- Shri Camel (1980)
- The Harp of New Albion (1986)
- Chanting the Light of Foresight (1987) z Rova Saxophone Quartet(inne języki)
- Salome Dances for Peace (1989)
- Sun Rings (2002) dla Kronos Quartet